# Placca batterica
La placca batterica è un aggregato (biofilm) di germi (per la maggior parte batteri, ma anche funghi) tenacemente adesi tra loro e alle superfici dentali, che promuove e sostiene le comuni patologie orali: carie e parodontopatie. La deposizione di sali di calcio e di fosfati la trasforma in tartaro.

## Caratteristiche

### Formazione
Già dopo pochi minuti dallo spazzolamento, i denti si ricoprono di una pellicola acquisita, formata da uno strato di mucoproteine salivari, che viene rapidamente colonizzata dai microorganismi presenti nel cavo orale: streptococchi (gruppi mutans, salivarius, mitis del quale fanno parte anche oralis, sanguinis e gordonii), Spirocheta, lactobacilli, actinomiceti ecc. Alcuni di questi microrganismi presentano delle strutture specializzate, come le fimbrie, che gli permettono di aderire facilmente alla superficie del dente, altri invece necessitano di un'esposizione prolungata per aderirne saldamente. 
Con il passare delle ore, la crescita batterica aumenta esponenzialmente e con essa lo spessore del biofilm batterico, sviluppando così degli spazi anossici tra i tessuti dentali che favoriscono la crescita degli agenti patogeni.

### Metabolismo dei microorganismi costituenti
Il metabolismo di questi batteri è dipendente dalla presenza degli zuccheri, che vengono utilizzati per ricavare energia e per produrre sostanze adesive che permettano di aderire più tenacemente alle superfici dentali. 
I batteri della placca si nutrono prevalentemente di:
- monosaccaridi: glucosio, galattosio, fruttosio
- disaccaridi: lattosio (contenuto nel latte), maltosio (in molti vegetali), saccarosio (lo zucchero da cucina, il preferito dai batteri)
- polisaccaridi: amido (polimero di glucosio utilizzato dalle piante), glicogeno (polimero di glucosio utilizzato dagli animali).

La cellulosa è comunque un polisaccaride vegetale (finocchi, sedano), ma non viene digerita dalla placca.
Dopo circa un quarto d'ora dall'ingestione di zuccheri, inizia la produzione di acido lattico, che favorisce lo scioglimento dei prismi dello smalto e rende più facile l'adesione batterica. Inoltre la placca produce enzimi di quattro gruppi:
- aminopeptidasi: scindono la componente organica dello smalto, presente sotto forma di proteine intercalate tra i vari fasci di prismi dello smalto.
- pirofosfatasi: solubilizzano i pirofosfati inorganici dei prismi, favorendo l'azione di scioglimento dell'idrossiapatite da parte dell'acido lattico.
- glicosil transferasi: enzima che catalizza la produzione di polisaccaridi iodofili, sostanze che hanno una elevata adesività.
- glicosidasi: permettono ai batteri di digerire gli zuccheri più complessi, compresi quelli contenuti nella saliva.

### Accumulo

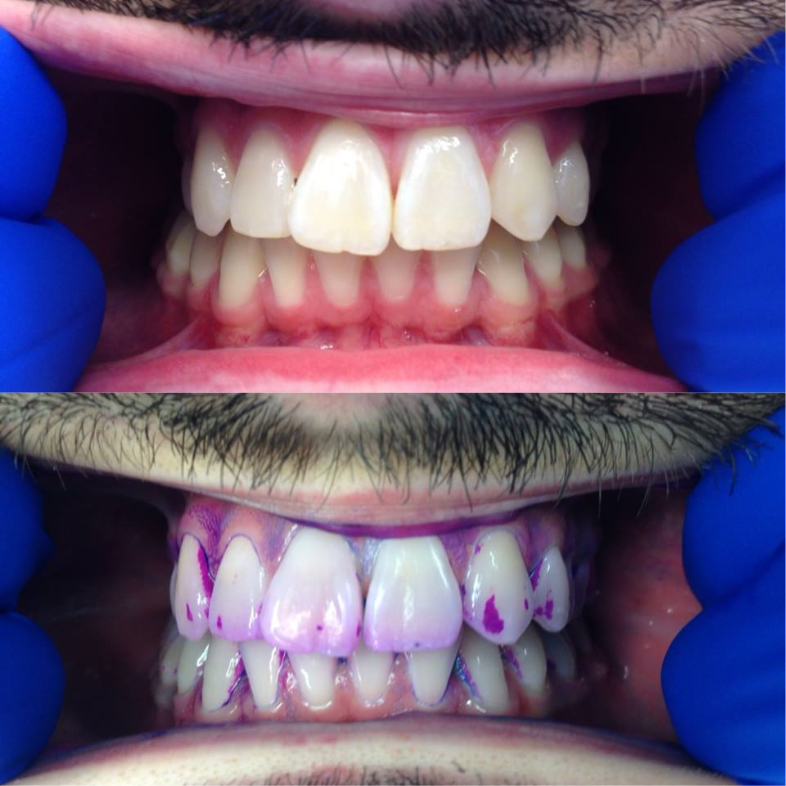
Arco dentale prima e dopo l'applicazione di un gel rivelatore di placca (altrimenti invisibile a occhio nudo)

La placca può essere rimossa esclusivamente mediante detersione meccanica. Per questo motivo le zone in cui essa si deposita più facilmente sono quelle che sfuggono all'autodetersione e ad un'igiene orale accurata:
- colletto del dente, ovvero il margine gengivale dei denti, dove può determinare carie e gengiviti.
- solchi e fossette anatomiche dei denti
- zona interdentale
- superficie del terzo molare superiore, difficilmente raggiungibile.

### Evoluzione
Adesa sulle superfici dentali, la placca disgrega lo smalto agendo con i suoi prodotti chimici: acido lattico e pirofosfatasi che aggrediscono l'idrossiapatite, aminopeptidasi che distruggono la componente proteica interprismatica dello smalto.
Inizia così la carie, che in un primo momento avrà un andamento molto lento e un'espansione orizzontale maggiore di quella verticale, poiché lo smalto è particolarmente duro.
Una volta perforato lo smalto i batteri raggiungono la dentina, che viene demineralizzata molto più rapidamente, fino a quando i batteri raggiungono la polpa del dente e la infiammano causando forti dolori.
Inizialmente la placca è biancastra, vischiosa e filamentosa. Con il tempo, per la deposizione di sali di calcio, diventa via via caseosa, cretosa, fino a diventare tartaro, un addensamento giallastro durissimo che non può essere rimosso neanche con lo spazzolino ma solo con strumenti ad ultrasuoni o curettes.